# Macrambyx suturalis
Macrambyx suturalis är en skalbaggsart som först beskrevs av Hippolyte Louis Gory 1832.  Macrambyx suturalis ingår i släktet Macrambyx och familjen långhorningar. Inga underarter finns listade i Catalogue of Life.